# Бегол
Бегол (фр. Bégole) насеље је и општина у јужној Француској у региону Миди Пирене, у департману Горњи Пиринеји која припада префектури Тарб.
По подацима из 2011. године у општини је живело 200 становника, а густина насељености је износила 19,53 становника/km². Општина се простире на површини од 10,24 km². Налази се на средњој надморској висини од 520 метара (максималној 583 m, а минималној 337 m).

## Демографија
| 1962. | 1968. | 1975. | 1982. | 1990. | 1999. | 2011. |
| ----- | ----- | ----- | ----- | ----- | ----- | ----- |
| 167   | 187   | 172   | 149   | 170   | 176   | 200   |

График промене броја становника у току последњих година